# Jojakim
Jojakim (Hebreeuws: יהוֹיָקִים, Jəhōjāqîm, "JHWH richt op") was koning van het koninkrijk Juda. Hij was de opvolger van zijn jongere halfbroer Joachaz. Zijn regeerperiode wordt tegenwoordig gedateerd op 609 v.Chr. tot 598 v.Chr. Over zijn leven valt in de Hebreeuwse Bijbel te lezen in 2 Koningen 23 en in 2 Kronieken 36. Hij wordt afgeschilderd als een slechte koning (2 Kronieken 36:5).

## Leven
Jojakim werd geboren als Eljakim (Hebreeuws: אֶלְיָקִים, ’Eljāqîm, "God richt op"). Hij was de oudste zoon van koning Josia, die in 609 v.Chr. sneuvelde in een oorlog van Juda tegen Egypte. Zijn moeder was Zebudda, de dochter van Pedaja, uit Ruma. Na de dood van Josia werd niet Eljakim, maar diens jongere broer Sallum, door het volk tot nieuwe koning gekozen. Sallum nam de naam Joachaz aan bij zijn troonsbestijging. Kort na het aantreden van Joachaz viel de Egyptische farao Necho II opnieuw Juda binnen en zette Joachaz af. Eljakim werd door de Egyptenaren tot nieuwe koning benoemd en hij kreeg van de Egyptenaren de naam Jojakim. Jojakim was toen 25 jaar oud (2 Kronieken 36:5) en moest ieder jaar veel schatting betalen aan Necho (2 Koningen 23:35).
Tijdens het bewind van Jojakim viel Juda terug in afgoderij en corruptie. In deze periode profeteerde de profeet Jeremia. Zijn profetieën werden door Baruch in de tempel van Salomo voorgelezen. Toen Jojakim hiervan hoorde, liet hij Baruch naar hem toekomen om hem de profetieën voor te lezen. De woorden bevielen hem niet en hij liet de boekrol in stukken scheuren en verbranden.
Niet lang nadat Egypte de Slag bij Karkemish tegen de Babyloniërs verloor, vielen de Babyloniërs onder leiding van koning Nebukadnezar II Juda binnen en veroverden het. Na drie jaar een vazalstaat van Babylon geweest te zijn, kwam Juda in opstand. Nebukadnezar sloot echter een verbond met de oude vijanden van Juda, de Chaldeeën, Arameeërs, Moabieten en de Ammonieten. Deze volken veroverden en plunderden Juda.

## Dood
De primaire bronnen stemmen niet overeen over de verschillende aspecten rondom Jojakims dood. 2 Koningen zegt eenvoudig: "Toen [Jojakim] bij zijn voorouders te ruste ging, volgde zijn zoon Jojachin hem op" (2 Koningen 24:6). Kort daarna wordt vermeld dat "in die tijd" (in de drie maanden dat Jojachin regeerde) Nebukadnezars troepen weer bij Jeruzalem kwamen (2 Koningen 24:10). Volgens 2 Kronieken werd Jojakim door Nekukadnezar gevangengenomen en als gevangene in ketenen afgevoerd naar de hoofdstad Babylon (2 Kronieken 36:6) en zegt niets over Jojakims dood. In Jeremia staat (mogelijk profetisch of poëtisch bedoeld) dat niemand rouwde over Jojakims dood en dat hij "als een ezel wordt uitgedragen, weggesleept en weggegooid, ver buiten de poorten van Jeruzalem" (Jeremia 22:18-19).
In de Rabbijnse literatuur wordt gezegd dat Nebukadnezar met zijn leger bij Daphne (Antiochië) kwam en van het Grote Sanhedrin eiste dat zij Jojakim aan hem overleverden. Jojakim zou zijn gestorven voordat deze eis hem bereikte en Nebukadnezar moest zich er vervolgens mee tevreden stellen dat zijn lichaam voor de stadsmuren werd gegooid. In een andere versie stierf Jojakim, terwijl hij over de muur naar beneden werd gebracht. In weer een andere versie werd Jojakim door heel Juda gevoerd, doodde Nebukadnezar hem en wierp hij Jojakims lichaam voor de honden om op te eten of, zoals in een andere versie, stopte hij Jojakims lichaam in een ezelsvel.
Josephus schreef dat Nekukadnezar Jojakim en andere hooggeplaatste legerleiders doodde en vervolgens opdroeg Jojakims lichaam "voor de muren te gooien, zonder enige begrafenis".

## Opvolging
Jojakim werd opgevolgd door zijn zoon Jojachin.